# 天統 (渤海國)
天統，是韓國、北朝鮮學界主張的渤海國建國者大祚榮統治時期使用的年号，年份是699年到719年之間。
這個年號最早出現於近代朝鮮的族譜《陝溪太氏族譜》，但是在中國、朝鮮及日本的史籍裡，並未記載大祚榮有建立年號，僅言粟末靺鞨酋長乞乞仲象之子大祚榮建國，自號振國王（一作「震國王」），後來被唐朝冊封為渤海郡王。
黃維翰在《渤海國記》收錄了「天統」年號，金毓黻在《校錄》按語說明該年號沒有根據。有日本學者表示該年號的真實性仍有疑問。
2006年10月，韓國世界日報報導，大真大學教授徐秉國公布了從韓國國內收藏家收集到的5件渤海國錢幣，五枚錢幣的正面刻有「渤海通寶」，背面分別刻有「上田」、「東田」、「南田」、「中田」、「西田」及「天統捌年」等文字，據說出土年份是1930年代，出土地點在今中國黑龍江省寧安市渤海鎮（即渤海國上京龍泉府）。有人質疑該錢幣是偽造的。

## 其他的渤海國偽年號
在《陝溪太氏族譜》、偽歷史書《桓檀古記》及韓語維基百科也出現了數個不見於史書的渤海国年号，如下。
朝鮮族譜《陝溪太氏族譜》：
| 諡號 | 姓名   | 年號 |
| ---- | ------ | ---- |
| 高王 | 大祚荣 | 天統 |
| 元王 | 大虔晃 | 黃龍 |
| 景王 | 大玄锡 | 甘露 |
| 哀王 | 大諲譔 | 天授 |

《桓檀古記·太白逸史》·大震国本紀：
| 廟號 | 諡號       | 姓名   | 年號 | 起止年      |
| ---- | ---------- | ------ | ---- | ----------- |
| 世祖 | 振國烈皇帝 | 大仲象 | 重光 | 668年—698年 |
| 太祖 | 聖武高皇帝 | 大祚荣 | 天統 | 698年—719年 |
| 順宗 | 安皇帝     | 大虔晃 | 大定 |             |
| 明宗 | 景皇帝     | 大玄锡 | 天福 |             |
|      | 哀帝       | 大隨伶 | 清泰 |             |

維基人Russ於2007年2月8日在韓語維基百科條目「渤海」加上的年號：
| 諡號 | 姓名   | 年號 | 起止年      |
| ---- | ------ | ---- | ----------- |
|      | 大虔晃 | 永正 | 857年—871年 |
|      | 大玄锡 | 寬明 | 872年—893年 |
|      | 大瑋瑎 | 慶成 | 894年—906年 |
|      | 大諲譔 | 文德 | 907年—926年 |

## 引用
1. ↑  劉煦.  . 维基文库.「渤海靺鞨大祚榮者，本高麗別種也。高麗既滅，祚榮率家屬徙居營州。萬歲通天年，契丹李盡忠反叛，祚榮與靺鞨乞四比羽各領亡命東奔，保阻以自固。盡忠既死，則天命右玉鈐衛大將軍李楷固率兵討其餘黨，先破斬乞四比羽，又度天門嶺以迫祚榮。祚榮合高麗、靺鞨之眾以拒楷固；王師大敗，楷固脫身而還。屬契丹及奚盡降突厥，道路阻絕，則天不能討，祚榮遂率其眾東保桂婁之故地，據東牟山，築城以居之。祚榮驍勇善用兵，靺鞨之眾及高麗餘燼，稍稍歸之。聖曆中，自立為振國王，遣使通於突厥。其地在營州之東二千里，南與新羅相接。越熹靺鞨東北至黑水靺鞨，地方二千里，編戶十餘萬，勝兵數萬人。風俗瑟高麗及契丹同，頗有文字及書記。中宗即位，遣侍御史張行岌往招慰之。祚榮遣子入侍，將加冊立，會契丹與突厥連歲寇邊，使命不達。睿宗先天二年，遣郎將崔訢往冊拜祚榮為左驍衛員外大將軍、渤海郡王，仍以其所統為忽汗州，加授忽汗州都督，自是每歲遣使朝貢。」
2. ↑  歐陽脩.  . 维基文库.「渤海，本粟末靺鞨附高麗者，姓大氏。……有舍利乞乞仲象者，與靺鞨酋乞四比羽及高麗餘種東走，度遼水，保太白山之東北，阻奧婁河，樹壁自固。武后封乞四比羽為許國公，乞乞仲象為震國公，赦其罪。比羽不受命，后詔玉鈐衛大將軍李楷固、中郎將索仇擊斬之。是時仲象已死，其子祚榮引殘痍遁去，楷固窮躡，度天門嶺。祚榮因高麗、靺鞨兵拒楷固，楷固敗還。於是契丹附突厥，王師道絕，不克討。祚榮即並比羽之眾，恃荒遠，乃建國，自號震國王，遣使交突厥，地方五千里，戶十餘萬，勝兵數萬。頗知書契，盡得扶餘、沃沮、弁韓、朝鮮海北諸國。中宗時，使侍御史張行岌招慰，祚榮遣子入侍。睿宗先天中，遣使拜祚榮爲左驍衛大將軍、渤海郡王，以所統為忽汗州，領忽汗州都督。自是始去靺鞨號，專稱渤海。」
3. ↑  黃維翰.  . 维基文库.「按天統年號亦出於朝鮮歷史，其與稱祚榮曰太祖，同為無據。」
4. ↑  酒寄雅志，《駿台史學》 (108)，明治大學史學地理學會，1999年，第10頁。
5. ↑  . 세계일보.   [2006-10-04]. （原始内容存档于2023-08-10）.
6. ↑  . 세계일보.   [2006-10-05]. （原始内容存档于2023-07-28）.
7. ↑  . 세계일보.   [2006-10-14]. （原始内容存档于2023-07-28）.
8. ↑  . 코리아 히스토리 타임스.   [2016-08-01]. （原始内容存档于2023-07-28）.
9. ↑  鄭永振《論渤海國的建國集團與國號、年號》第66頁：「第一代王大祚榮的年號為天統，第十一代王大彜震的諡號為和王，第十二代王大虔晃的諡號為元王，年號為黃龍，第十三代王大玄錫的諡號為景王，年號為甘露，缺第十四代王大瑋瑎，第十五代王大諲譔的諡號為哀王，年號為天授等。」
10. ↑  一十堂主人李陌.  . 维基文库.「《朝代記》曰：開化二十七年九月二十一日，平壤城陷落時，振國將軍大仲象守西鴨綠河，聞變，遂率眾走險路。經開原，聞風願從者八千人，乃同歸而東，至東殿山而據，堅壁自保。稱國後高句麗，建元重光。傳檄所到，遠近諸城歸附者眾，惟以復舊土為己任。重光三十二年五月崩，廟號曰世祖，諡號曰振國烈皇帝。太子祚榮從訃使，自營州機城率眾至，即帝位。……國號定為大震，年號曰天統，據有高句麗舊疆，拓地六千里。天統二十一年春，崩于大安殿，廟號曰太祖，諡號曰聖武高皇帝。……後經莊宗和皇帝彛震，順宗安皇帝虔晃，明宗景皇帝玄錫，至哀帝隨伶，為契丹所滅。自世祖傳十五世，共二百五十九年。……順宗改元曰大定，明宗改元曰天福，哀帝改元曰清泰。」
11. ↑  . 위키백과:대문.   [2007-02-08].